# Colin Baker (piłkarz)
Colin Walter Baker (ur. 18 grudnia 1934 w Cardiff, zm. 12 kwietnia 2021) – walijski piłkarz grający na pozycji pomocnika, zawodnik Cardiff City i reprezentant Walii.

## Kariera piłkarska
Colin Baker karierę piłkarską rozpoczął w Cardiff Nomads, skąd w 1953 roku przeszedł do Cardiff City i podpisał profesjonalny kontrakt. W drużynie zadebiutował w ostatniej kolejce sezonu 1953/1954 w zremisowanym 2:2 meczu przeciwko Sheffield Wednesday zmieniając Billy’ego Bakera. Zdobył z zespołem czterokrotnie Puchar Walii (1956, 1959, 1964, 1965) oraz awansował do Football League Second Division w sezonie 1959/1960. Ostatni mecz rozegrał w 1965 roku, kiedy to musiał zejść z boiska z powodu kontuzji odniesionej w wyniku faulu Davida Summerhayesa w meczu z Bury. Jest zaliczany do grona najlepszych zawodników w historii klubu.

## Kariera reprezentacyjna
Colin Baker w latach 1958–1961 rozegrał 7 meczów w reprezentacji Walii. Zadebiutował w niej podczas mistrzostw świata 1958 w Szwecji w meczu przeciwko reprezentacji Meksyku (1:1) dnia 11 czerwca 1958 roku na Råsundastadion w Solnie. Ostatni raz w reprezentacji zagrał dnia 8 listopada 1961 roku w meczu przeciwko reprezentacji Szkocji.

## Sukcesy

### Cardiff City
- Puchar Walii: 1956, 1959, 1964, 1965
- awans do Football League Second Division: 1960

### Reprezentacja Walii
- Ćwierćfinał mistrzostw świata: 1958